# Ruslan Alexandrowitsch Kambolow
Ruslan Alexandrowitsch Kambolow (russisch Руслан Александрович Камболов; * 1. Januar 1990 in Wladikawkas) ist ein russischer Fußballspieler.

## Karriere

### Verein
Kambolow begann seine Karriere bei Lokomotive Moskau. Im September 2007 debütierte er für die Profis von Lok in der Premjer-Liga, als er am 23. Spieltag der Saison 2007 gegen den FK Rostow in der Nachspielzeit für Alexander Samedow eingewechselt wurde. Dies blieb sein einziger Saisoneinsatz. In der Saison 2008 kam er zu acht Einsätzen in der höchsten russischen Spielklasse. In der Saison 2009 spielte er viermal, in der Spielzeit 2010 einmal.
Zur Saison 2011/12 wechselte Kambolow zum Zweitligisten FK Nischni Nowgorod. Nach elf Einsätzen für Nischni Nowgorod in der Perwenstwo FNL schloss er sich im August 2011 dem Ligakonkurrenten Wolgar Astrachan an. In Astrachan kam er bis Saisonende zu sechs Einsätzen. In der Saison 2012/13 kam der Defensivspieler fünfmal zum Einsatz, mit Wolgar stieg er zu Saisonende allerdings aus der zweiten Liga ab.
Daraufhin wechselte Kambolow zur Saison 2013/14 zum Zweitligisten FK Neftechimik Nischnekamsk. Für die Tataren machte er bis zur Winterpause 16 Spiele in der zweithöchsten Spielklasse. Im Januar 2014 wechselte er zum Erstligisten Rubin Kasan. Bis zum Ende der Saison 2013/14 kam er in Kasan jedoch nur ein Mal in der Premjer-Liga zum Einsatz. In der Saison 2014/15 kam er zu 19 Einsätzen. In der Saison 2015/16 gelang dem zumeist im defensiven Mittelfeld oder in der Innenverteidigung eingesetzten Kambolow schließlich der Durchbruch in der Premjer-Liga, in dieser Spielzeit war er unumstrittener Stammspieler Rubins und kam zu 27 Saisoneinsätzen. In der Spielzeit 2016/17 kam er zu 19 Einsätzen, 2017/18 absolvierte er 20 Erstligapartien. Im Februar 2019 wurde er nach dem Karriereende von César Navas Kapitän Kasans. In der Saison 2018/19 kam er auf 27 Einsätzen in der höchsten russischen Liga.
Nach fünfeinhalb Jahren in der tatarischen Hauptstadt wechselte Kambolow zur Saison 2019/20 zum Ligakonkurrenten FK Krasnodar. In seiner ersten Spielzeit in Krasnodar kam er zu 16 Einsätzen, die komplette Rückrunde verpasste er jedoch verletzt. In der Saison 2020/21 kam er zu zehn Einsätzen, zudem spielte er viermal für Krasnodar-2 in der Perwenstwo FNL. Im September 2021 wechselte er innerhalb der Liga zu Arsenal Tula. Für Tula spielte er viermal in der Premjer-Liga.
Im März 2022 wechselte Kambolow nach Kasachstan zum FK Aqtöbe.

### Nationalmannschaft
Kambolow nahm 2007 mit der russischen U-19-Auswahl an der EM teil. Während des Turniers kam er zu zwei Einsätzen, die Russen schieden bereits in der Gruppenphase aus. Im Februar 2009 kam er zu seinem einzigen Einsatz im U-21-Team.
Im März 2015 debütierte er für die A-Nationalmannschaft, als er in einem Testspiel gegen Kasachstan in der Startelf stand. 2017 wurde Kambolow in den russischen Kader für den Heim-Confed-Cup berufen, kam allerdings zu keinem Einsatz. Auch für den vorläufigen Kader für die Heim-WM 2018 wurde er nominiert, allerdings verletzte er sich kurz nach der Einberufung und wurde durch Sergei Ignaschewitsch ersetzt.